# 亚硫酸锶
亚硫酸锶是一种无机化合物，化学式为SrSO3，它是难溶于水的固体，在20~90 °C的溶度积为6.72×10−11~3.65×3.65×10−10。它在空气中于700 °C氧化。

## 制备及性质
亚硫酸锶可由可溶性锶盐和亚硫酸盐反应沉淀得到：
Sr2+ + SO32− → SrSO3↓
氧化锶和二氧化硫在230 °C反应也能生成亚硫酸锶，其反应慢于氧化钡的相应反应。
它加热可以分解，在氮气中600~800 °C的分解产物有二氧化硫、硫、硫化锶、硫酸锶和硫代硫酸锶，这些产物在多步反应中生成：
SrSO3 → SrO + SO2
2 SrSO3 + SO2 → 2 SrSO4 + 1/2 S2
2 SrO + 3/2 S2 → 2 SrS + SO2
它和盐酸反应生成氯化锶并放出二氧化硫。